# Serieåret 1897

## Händelser

### Mars
- 11 - Det första numret av den svenska skämttidningen Strix ges ut. Tidningen innehåller bland annat populära skämtteckningar av Albert Engström.

### December

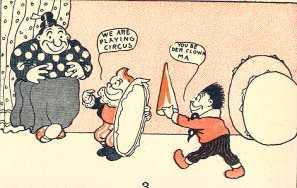
Knoll och Tott.

- 12 - I USA publiceras i New York Journal Rudolph Dirks skämtserie The Katzenjammer Kids, i Sverige mer känd som Knoll och Tott, för första gången.[1]

## Födda
- Jimmy Hatlo (död 1963), amerikansk serieskapare.

### Fotnoter
1. ↑  Don Markstein's Toonopedia. ”The Katzenjammer Kids”. Arkiverad från originalet den 9 september 2015. https://www.webcitation.org/6bQLWbDWA?url=http://www.toonopedia.com/katzen.htm.